# Fellhanera viridisorediata
Fellhanera viridisorediata är en lavart som beskrevs av Aptroot, M.Brand och J. Leo Spier. Fellhanera viridisorediata ingår i släktet Fellhanera, och familjen Pilocarpaceae. Arten är reproducerande i Sverige.